# Satélite irregular

Satélites irregulares de Júpiter (vermelho), Saturno (amarelo), Urano (verde) e Netuno (azul). O eixo horizontal mostra mostra a distância do planeta (semieixo maior) expressa como fração do raio da esfera de Hill do planeta. O eixo vertical mostra a inclinação. Os círculos representam o tamanho do satélite.

Em astronomia, um satélite irregular é um satélite natural que segue uma órbita grande, excêntrica e inclinada. Acredita-se que os satélites irregulares sejam corpos capturados, ao contrário dos regulares que se formaram por acreção junto com o planeta.
Até 1996 apenas dez satélites irregulares eram conhecidos, sete de Júpiter (Leda, Himalia, Lisiteia, Ananke, Carme, Pasife e Sinope), um de Saturno (Febe) e dois de Netuno (Tritão e Nereida). Porém, a partir de 1997, esse número cresceu rapidamente e em 2015 o Sistema Solar possui 109 satélites irregulares conhecidos (55 em Júpiter, 38 em Saturno, 9 em Urano e 7 em Netuno).